# Sociedad Autónoma de Mujeres de Barcelona
Sociedad Autónoma de Mujeres de Barcelona fue una organización de carácter feminista española fundada en Barcelona en 1891 por Teresa Claramunt, Ángeles López de Ayala y Amàlia Domingo Soler, aunque se cree que ya tenía actividad en 1889. Preconizaba la defensa de los intereses laborales y sociales de la mujer así como su autoemancipación. Está considerada una de las primeras organizaciones feministas. Reivindicaba el derecho de la mujer a participar en todos los niveles de la vida sociales y políticos. El 1892 fue sustituida por la Sociedad Progresiva Femenina.